# Adrineh Simonian
Adrineh Simonian (* 15. Mai 1973 in Teheran) ist eine armenisch-österreichische Opernsängerin (Mezzosopran). Sie sang Hauptrollen an der Volksoper Wien und gastierte an zahlreichen Bühnen in ganz Europa. Heute wirkt sie als Regisseurin für experimentelle, künstlerische Pornographie.

## Leben
Simonian entstammt einer armenischen Familie und lebt seit 1977 in Wien. Sie studierte zunächst Violine, Klavier und Gesangspädagogik an der Hochschule für Musik und darstellende Kunst in Wien, absolvierte jedoch schließlich die Opern- und Operettenschule des Konservatoriums der Stadt Wien und schloss mit Auszeichnung ab. Beim Internationalen Hans-Gabor-Belvedere-Gesangswettbewerb 2000 gewann sie den 3. Preis in der Kategorie Oper.
Im Jahr 2000 debütierte sie in der Johann-Strauss-Operette Eine Nacht in Venedig an der Wiener Kammeroper und sang dort im folgenden Jahr in der Fledermaus. Es folgten kleinere Rollen an der Volksoper Wien, im Schauspielhaus Wien und beim KlangBogen.

### Volksoper Wien
Von 2001 bis 2014 stand Adrineh Simonian regelmäßig auf der Bühne der Volksoper Wien. Sie übernahm dort kleinere und mittlere, aber auch große Partien, wie den Komponisten in Ariadne auf Naxos von Hofmannsthal/Strauss, die Giulietta Hoffmanns Erzählungen, den Hänsel in Humperdincks Hänsel und Gretel oder die Titelrolle in Carmen von Mérimée/Bizet. Ihr Mozart-Repertoire umfasste den Cherubino in Le nozze di Figaro, Zerlina und Donna Elvira im Don Giovanni, die 2. Dame in der Zauberflöte sowie den Annio La clemenza di Tito. Von Rossini sang sie Zaida in Il turco in Italia, sowie Tisbe und Angelina La Cenerentola, von Verdi die Flora Bervoix La traviata, von Puccini die Suzuki und die Kate Pinkerton in Madama Butterfly, die Frugola im Mantel und die Ciesca in Gianni Schicchi. Zu ihren Opernrollen des 20. Jahrhunderts zählten die Fremde Fürstin in Dvořáks Rusalka, die Concepcion in Ravels Spanischer Stunde und die Hermia in Brittens A Midsummer Night’s Dream.
Simonian trat an der Volksoper auch regelmäßig in Operetten auf – beispielsweise in Heubergers Opernball, in Suppés Boccaccio und erneut in Eine Nacht in Venedig. Sie verkörperte weiters die Manja in der Gräfin Mariza und die Valencienne in der Lustigen Witwe.

### Gastengagements
Die Sängerin bestritt auch eine Reihe von Liederabenden und Orchesterkonzerten. 2004 trat sie mit Dave Brubeck und seinem Quartett im Großen Festspielhaus in Salzburg auf. Sie war im Wiener Musikverein und im Wiener Konzerthaus zu hören, in Paris und Rom. In Kopenhagen gastierte sie als Tamiri in einer konzertanten Aufführung von Mozarts Il re pastore unter Leitung von Ádám Fischer. Weitere namhafte Dirigenten, mit denen sie konzertierte, waren Philippe Auguin, Frédéric Chaslin, Alfred Eschwé, Leopold Hager, Michael Halász, Martin Haselböck, Thomas Hengelbrock, Ernst Märzendorfer, Marc Piollet und  Donald Runnicles.
Als Opernsängerin gastierte Simonian am Stadttheater Klagenfurt (Ottavia in L’incoronazione di Poppea), am Théâtre du Capitole von Toulouse (in Oberon und Elektra), sowie an der Opéra de Nice (in der Zauberflöte). 2005 debütierte sie als Enrichetta in Bellinis I puritani und sang später an der Wiener Staatsoper auch die Lucienne in Erich Wolfgang Korngolds Die tote Stadt. 2008 bekam sie exzellente Kritiken für ihre Gestaltung des Petrus in La Passione di Nostro Signore Gesu Christo von Josef Mysliveček beim Festival Retz, wo sie auch 2010 die Dido in Dido and Aeneas von Henry Purcell sang. Im Sommer 2013 übernahm sie die Rolle des Hänsel in Josef Köpplingers Neuinszenierung Humperdincks Hänsel und Gretel bei den Opernfestspielen Jennersdorf. Es folgten die Juno in Händels Semele im Münchner Theater am Gärtnerplatz und die Aldonza im Mann von La Mancha an Stadttheater Baden. 2014 verabschiedete sich die Sängerin mit der Titelrolle in Vivaldis Juditha triumphans beim Festival Retz von der Opernbühne.

### Experimentelle Pornographie
Im Januar 2016 stellte Simonian die Website Arthouse Vienna vor, die laut Eigenaussage „experimentelle, künstlerische Pornographie“ produziert, laut der Tageszeitung Kurier hingegen „feministische Pornos“. Ihr Partner als Produzent ist der Kulturwissenschaftler und Universitätslektor Patrick Catuz. In der Präsentation wurden bewusst Parallelen zu den Pornographinnen Petra Joy und Erika Lust gezogen. Die ersten Formate, die von der Website vorgestellt wurden, sind Blind Date, Erstbegegnungen, in denen beiden Beteiligten die Augen verbunden sind, und Blackbox, ein leerer Raum, in denen die Darsteller allein oder zu zweit sich selbst überlassen sind. „Eine statische Kran-Kamera filmt statisch von oben, zwei weitere von der Seite.“ Eine Crew ist nicht anwesend. Simonian schneidet dann aus dem vorhandenen Material einen Clip.

## Zitat
„Feministisch bedeutet für mich, dass ich das ganze aus der Sicht einer Frau, aus meiner Sicht angehe. Geschlechtsteile in Nahaufnahme zu zeigen, ist fad. Jeder weiß ja, wie das aussieht. Mich interessieren mehr die Psychologie der Sexualität und der authentische Selbstausdruck beim Sex.“

## Aufnahmen (Auswahl)
- Tomaso Albinoni: Il nascimento dell’Aurora (Festa pastorale). Clemencic Consort, Dirigent: René Clemencic; 2003
- Joseph Haydn: La Galatea. Haydn Sinfonietta Wien, Dirigent: Manfred Huss. Mit Bernard Richter (Acide), Raffaella Milanesi (Galatea), Jennifer O’Loughlin (Glauce und Polifemo), Iván Paley (Nettuno) und Adrineh Simonian (Tetide); 2009
- Hans Gál: Orgelwerke. Wiener Akademie, Dirigent: Martin Haselböck. Mit István Mátyás (Orgel), David Pennetzdorger (Violoncello) und Adrineh Simonian.

## Auszeichnungen
- 1999: Nachwuchskünstler-Preis der Stadt Wien
- 2000: Internationaler Hans-Gabor-Belvedere-Gesangswettbewerb (3. Preis in der Kategorie Oper)